# Dentulinus Tamás
Dentulinus Tamás (17. század – 18. század?) orvos.

## Élete
Dentulinus Tamás turni evangélikus lelkész és Fabricius Anna fia, drietomai trencsén megyei származású; 1675. július 8-ától Wittenbergben tanult és 1685. június 22-én a harderwijki egyetemen nyert orvosi oklevelet.

## Művei
- Disputatio de summo bono. Vitebergae, 1680.
- Luem epidemicam seu pestem sub eo schemate quo nunc incedit… proponit. Uo. 1682.

A harderwijki egyetemen doktorrá avattatása alkalmával magyarázta Hiippokratész aphorismáját (5. Sect. 5.) és vitatkozott „de refrigeratione extremorum".